# Bibliogramm
Ein Bibliogramm ist eine graphische oder tabellarische Anordnung von Objekten, die als Ranking nach der Anzahl ihres Vorkommens in Verbindung mit einem Ausgangsbegriff dargestellt werden. Die Bezeichnung „bibliogram“ wurde 2005 von Howard D. White für verschiedene solche Wahrscheinlichkeitsverteilungen und Diagramme vorgeschlagen, die häufig in der Informetrie, Scientometrie und Bibliometrie anzutreffen sind. Meistens handelt es sich dabei um Potenzgesetz-Verteilungen oder andere Skalengesetze wie beispielsweise das Zipfsche Gesetz oder Bradfords Gesetz. Während die statistischen Verteilungsfunktion ausgiebig wissenschaftlich untersucht werden, sind in der Praxis oft die konkreten Rangordnungen von Interesse.
Analog zu Bibliogrammen schlägt White vor, durch infor- oder bibliometrischen Analysen ermittelte Ordnungen von Begriffe, die häufig in Verbindung mit einem anderen Ausgangsbegriff vorkommen, als  Assoziogramm („associagram“) zu bezeichnen. Assoziogramme können beispielsweise bei der Themen- und Wortfindung oder bei der Erstellung eines Thesaurus helfen.

## Beispiele
Ein Beispiel für ein Bibliogramm in der Bibliometrie ist eine Aufzählung der Koautoren eines Autors mit der Anzahl ihrer gemeinsamen wissenschaftlichen Publikationen oder der Autoren einer Fachzeitschrift mit der Anzahl ihrer darin veröffentlichten Artikel.
Ein populäres Beispiel für ein Bibliogramm sind Empfehlungslisten zu Büchern („Autoren, die dieses Buch gekauft haben...“) von Amazon.
Ein Beispiel für die Anwendung von Assoziogrammen ist Google Sets, allerdings handelt es sich dabei nicht um Bibliogramme im eigentlichen Sinne.